# ساو باولو
ساو باولو (◄ استمع (معلومات)) من أكبر مدن البرازيل وحاضرة ولاية ساو باولو في جنوب شرق البلاد. يلفظها البعض (سان باولو). تقع على بعد 400 كم من مدينة ريو دي جانيرو و 1030 كم من العاصمة برازيليا. تعتبر أكبر مدينة في البرازيل وأمريكا الجنوبية من حيث السكان ورابع أكبر مدن العالم. اسم المدينة تعني القديس بولس باللغة البرتغالية.

## لمحة عامة
ساو باولو أكبر مركز ثقافي، ترفيهي في البرازيل وتعتبر أغنى مدينة في أمريكا الجنوبية. تعاني ساو باولو من مشاكل كأي مدينة بـحـجـمها كـ: ازدحام السير في المدينة، يقدر وجود سيارة واحدة لكل شخصين في ساو باولو، المدينة لديها ثاني أكبر عدد طائرات مروحية في العالم. كثرة المهاجرين وتنوع ثقافاتهم جعل من ساو باولو مدينة متنوعة في ثقافتها وطعامها.
المدينة تعاني من مشاكل اجتماعية وطبقية عادية في البرازيل حيث جزء من المدينة القريب من المركز أكثر نمواً وأغنى اقتصادياً، والأحياء الأبعد عن المركز تعاني من نقص في البنية التحتية. وتعاني المدينة من دخل غير عادل كبقية البرازيل.
الأنهار الرئيسية التي تمر في ساو باولو : نهر تييتي،  بينييروس وتاماندواتيي.
أكبر مركز تجاري وصناعي في البرازيل وعلى الناحية الثانية أكبر مدينة مستهلكة في البرازيل، كما تعتبر نقطة وصل الشمال بالجنوب، من المدينة من الممكن أن تصل إلى أي مكان في البرازيل.

## اللغة
اللغة التي يتحدث بها الغالبية العظمى من السكان هي اللغة البرتغالية ولكن هناك بعض الاختلاف بين البرتغالية البرازيلية والبرتغالية في البرتغال بسبب تأثر اللغة بالعديد من اللغات الأجنبية الأخرى مثل : الإيطالية، الإنجليزية، الإسبانية وتأثير أقل من الألمانية والعربية.
و نتيجة لتدفق أعداد كبيرة من المهاجرين الإيطاليين والبرتغاليين تحدث في المدينة يعكس تأثير كبير من اللغات في شبه الجزيرة الإيطالية، وبخاصة من البندقية ونابولي.
تختلط اللهجات الإيطالية مع لهجة الريف من ساو باولو Caipira. بعض اللغويين يرون أن ولدت لهجة من اللغة البرتغالية ساو باولو في بريستول، وهو حي استقر في أوائل القرن 20 في المقام الأول من قبل أشخاص من نابولي في جنوب إيطاليا.
اللغات الأخرى المستخدمة في المدينة هي من بين الجالية الآسيوية في المقام الأول : حي الحرية (ليبيردادي) هي موطن لأكبر عدد من السكان اليابانيين خارج اليابان. على الرغم من أن معظم اليابانيين البرازيليين اليوم تستطيع ان تتحدث البرتغالية فقط، والبعض منهم لا يزال يتحدث بطلاقة اللغة اليابانية. بعض الناس من أصل صيني وكوري ما زالوا قادرين على التحدث بلغات أجدادهم. ومع ذلك، فإن معظم الأجيال البرازيلية المولد تتكلم البرتغالية فقط.
الأقليات العربية في المنطقة المركزية وحي براس لا تزال تستخدم اللغة العربية كلغة رئيسية ولكن الجيل الثاني بحلول الوقت يفقد لغتهم العربية ويتحدث فقط اللغة البرتغالية.

## التاريخ
ساو باولو دي بيراتينينغا نشأت في 25 يناير 1554 عند بناء كلية (دينية تابعة للقديس ساو فرانسيسكو) على يدي الأب مانيول دا نوبريغا و‌جوزيه دي أنشيتا، ما بين نهر أنيانغاباو وتاماندواتي.
بدأت الكلية في بيت مصنوع من القش وكان هدفها الأول جذب وتحويل السكان الاصلين إلى الدين المسيحي وفي 1560 بأمر من الحاكم ميم دي سه بدأ تسكين عدد من المهاجرين في (فيلا سانتو أندري).
في 1711 عند انتهاء الذهب جذبت المدينية الاهتمام إليها لزراعتها وتصديرها للسكر ومن بعدها حلقة القهوة وتحولت إلى المركز التجاري الأول في البرازيل إلى هذا اليوم.

## الجغرافيا
يمر في المدينة ثلاثة أنهر رئيسية تنبع من ولايات أخرى (ريو تيتي ، بينييروس وتاماندواتي).أعلى نقطة في المدينة ( بيكو دو جاراغوا) 1135 متر.

## الطقس
طقس مدينة ساو باولو يعد ("استوائي فرعي")، درجة حرارة متوسطة سنوية (18.3)درجة مؤوية، شتائها بارد وجاف وصيفها يعد رطب وممطر، التغير المناخي في دراجات الحرارة ناجم عن التلوث التي تمر به.

## التعليم
بالرغم من الطبقية الاقتصادية ففي مدينية ساو باولو أكثر من 1350 مدرسة للتعليم الأساسي، أكبر شبكة تعليم في البرازيل، فيوجد أكثر من 1.083.000 طلاب مسجلين في وزارة التربية وتعليم في المدينية، يعد التعليم الحكومي ضعيف وبتطور دائم، وهناك المدارس والكليات الخاصة في جميع أنحاء المدينة، ومن أهم المدارس والكليات في ساو باولو هي جامعة ساوباولو.

## الاقتصاد
مدينة ساو باولو تحتل المرتبة 19 كأغنى مدينة في العالم حسب مركز الإحصاء البرازيلي في 2004. وبلغ الناتج الإجمالي للمدينة 160.637.533.438,00 ريال برازيلي وهذا ما يقارب 10% من الناتج القومي الإجمالي للبرازيل.
أكبر مركز تجاري ومالي في البرازيل يدفع المدينة إلى تغير كلي في المعاملات المالية وطبيعة الاستثمار في المدينة، ففي الماضي اعتمدت المدنية على الزراعة والصناعة ولكن اليوم تلعب المدينة دورا أكثر أهمية فتعتبر مركز خدمات للبرازيل.
كباقي العواصم والمدن المكتظة بالسكان في أمريكا اللاتينية تعاني ساو باولو من مشكلة الطبقية وتوزيع غير عادل للدخل.

## السياحة

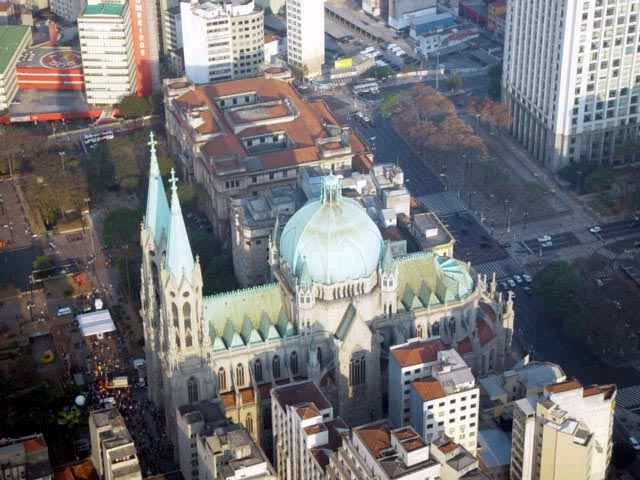
كـتدرائية (سـه) صورة من الأعلى

بيينال دي ساو باولو الفني معرض يقام مرة كل سنتين في المدينية، في 2004 زار المعرض ما يقارب المليون شخص.
أسبوع الموضة في ساو باولو (São Paulo Fashion Week) ينظم سنويا ويشارك فية أشهر عارضات الموضة في العالم.
سباق الفورمولا 1 بالبرازيل وتنظم في حلبة إنتر لاغوس في المدينة.

### المناطق السياحية
- السوق البلدي - Mercado Municipal - هو أقدام الأسواق في المدينة وإحدى رموزها السياحية.
- كاتدرائية سان بابولو المركزية - Catedral da Sé - أكبر كاتدرائية كاثوليكية مبنية على الطراز القوطي خارج أوروبا.
- المسرح البلدي - Teatro Municipal - هو بمثابة دار الأوبرا في المدينة.
- بارك إيبيرابويرا - Parque do Ibirapuera - أكبر منتزه في المدينة
- متحف الأستقلال- Museu do Ipiranga - المتحف شيد في المكان الذي أعلن فيه أستقلال البرازيل عن البرتغال. كما يوجد نصب تذكاري عملاق يضمن رفاة معلن الأستقلال وأول إمبراطور للبرازيل وزوجته.
- طريق باوليستا - Avenida Paulista - هو شارع المال والأعمال في البرازيل ومقر لعدد كبير من القنصليات.

## رياضـة
في المدينة أهم ثلاث نوادي في كل البرازيل (نادي بالميراس)، ونادي ساو باولو، ونادي كورينثيانز، وأربعة ملاعب كبيرة: ملعب مورومبي (التابع لفريق ساو باولو ويسع 73.501 متفرجا)، و ملعب باكايمبو (ملعب كل نوادي كرة القدم، ويسع 37.000 متفرجا) وملعب بالسترا الجديد (ويسع 30.000 متفرجا).
وينظم في المدينة سباق ماراثون سان سلفيستري السنوي الذي يقطع افينيدا باوليستا والمركز القديم وتعتبر من أقدم المسابقات في المدينية حيث بدأ تنظيمها في 1925 وتقام في 31 كانون الأول من كل عام.

## مواصلات

### مطارات
توجد ثلاثة مطارات في ساو باولو. هناك مطارين رئيسيين بالقرب من المدينة: مطار غواروليوس الدولي (لرحلات الداخلية والدولية) ومطار كونغونياس (للرحلات الداخلية والشحن). مطار كامبو دي مارتيه هو مطار لطائرات الصغيرة والخاصة والعامودية وفيه قاعدة عسكرية تابعة لسلاح الجو في الجيش البرازيلي.

### المترو وسكة الحديد
طول خط المترو يبلغ 61 كم ويعد من الأحدث في العالم ويتوزع المترو إلى خمس خطوط رئيسية تصل المترو بسكة الحديد من خارج المدينة وحصل المترو على شهادة أيزو 9000 ولم يتوقف بناء خطوط و محطات جديدة إلى هذا اليوم.
الخط الأزرق ويعد الأقدم تصل شمال المدينة بجنوبها، وبخطوط أخرى، الخط الأخضر الذي يقطع مركز المدينة، الخط الأحمر ويعد الخط الأكثر أزدحاما في ساو باولو يصل شرق المدينية بغربها ويتقاطع مع باقي الخطوط الخمسة، الخط الأصفر (لم ينته بعد) وخامس خط هو البنفسجي خصص لوصول الموظفين والعمال إلى الإمكان المزدحمة ومناطق خاصة.

## السكان
حسب مركز الإحصاء وأستطلاعات الرأي التابع للحكومة البرازيلية أظهرت أحصائات أجريت في سنة 2000 أن ساو باولو أكثر مدينة فيها أختلاط عرقي في البرازيل تتكون من الجنس الأبيض 67% وبنين البشرة 25% ومن 5.1% من العرق الأسود و 2% من العرق الآسيوي و 0.2% من السكان الاصليون.

## المشاكل
منذ بداية القرن التاسع عشر ساو باولو المركز التجاري الرئيسي للأمريكا الجنوبية ومع بداية الحرب العالمية الأولى والثانية أخذت تتراجع الصادرات إلى أمريكا الشمالية وأوروبا، مما جعل منتجين القهوة في ذلك الوقت يستثمرون في قطاعات أخرى وفي القطاع الصناعي الذي حول مدينة ساو باولو إلى المركز الصناعي في البرازيل، هذا التحويل فتح باب الهجرة للعمل في المدينة من داخل البرازيل ومن خارجها مثل إيطاليا في ذلك والوقت.
في 1880 كان عدد سكان المدينة 32.000 وأخذ ينمو ويزداد ليصل إلى 1.800.000 في 1940 و8.500.000 في 1980 نمو بشكل عشوائي وغير منتظم بالرغم من التخطيط المسبق للبنية التحتية ولكن النمو كان أكبر من المتوقع، يشكل هذا النمو مشاكل اجتماعية، اقتصادية وأمنية للمدينة.
النقل الداخلي بالحافلات بشكل عام جيد بالرغم من ارتفاع التسعيرة والخطوط تغطي كافة أرجاء المدينة. ولدى سان باولو أكبر شبكة حافلات في العالم التي يبلغ عددها نحو 15.000 باص يسيرون يوميا في شوارع المدينة. عدد السيارات الخصوصية عالي جدا بالنسبة للمدينة مما يؤدي إلى عرقلة حركة السير في المدينة وتأخير المواصلات العامة.
نسبة الجريمة والعنف في المدينة يعد عالي جدا خصوصا في الأحياء البعيدة عن مركز المدينة وضواحيها.
نسبة الهواء الملوث تعتبر عالية أيضاً نتيجة الدخان المنبعث عن السيارات والشاحنات في المدينة بالرغم من وجود نظام حظر على أرقام سيارات مرة في الاسبوع اتخذته البلدية للتقليل من التلوث البيئي وزحمة السير.
أهم نهرين يقطعان المدينة ريو تيتي وريو بينهيروس ملوثان و الحياة معدومة فيهما نتيجة الصرف الصحي الغير قانوني.

## توأمة المدينة
- -  أبيدجان، ساحل العاج.
  -  بكين، الصين.
  -  ميلانو، إيطاليا.
  -  جوهانسبرغ، جنوب أفريقيا.
  -  اوساكا، اليابان.
  -  تورونتو، كندا.
  -  عمان (مدينة)، الأردن.
  -  سدني، أستراليا.
  -  برشلونة، إسبانيا.
  -  ليما، بيرو.
  -  هافانا، كوبا.
  -  القاهرة، مصر.
  -  ريو دي جانيرو، البرازيل.
  -  بوينوس آيريس، أرجنتين.
  -  الجزائر، الجزائر.
  -  مونتيفيديو، الأوروغواي.
  -  بيروت، لبنان.
  -  دمشق، سوريا.
  -  لابلاتا، أرجنتين.
  -  سانتياغو، تشيلي.
  -  تل أبيب، إسرائيل.
  -  ميامي، الولايات المتحدة.